# Індіанола (Вашингтон)
Індіанола (англ. Indianola) — переписна місцевість (CDP) в США, в окрузі Кітсеп штату Вашингтон. Населення — 3664 особи (2020).

## Географія
Індіанола розташована за координатами 47°45′19″ пн. ш. 122°30′41″ зх. д. / 47.75528° пн. ш. 122.51139° зх. д. (47.755326, -122.511506).  За даними Бюро перепису населення США в 2010 році переписна місцевість мала площу 13,77 км², з яких 12,50 км² — суходіл та 1,27 км² — водойми. В 2017 році площа становила 14,88 км², з яких 13,61 км² — суходіл та 1,27 км² — водойми.

## Демографія
Згідно з переписом 2010 року, у переписній місцевості мешкало 3500 осіб у 1384 домогосподарствах у складі 977 родин. Густота населення становила 254 особи/км².  Було 1623 помешкання (118/км²).
Расовий склад населення:
| - 87,1 % — білих - 4,1 % — корінних американців - 1,3 % — азіатів - 0,7 % — чорних або афроамериканців - 0,3 % — вихідців з тихоокеанських островів |

До двох чи більше рас належало 6,0 %. Частка іспаномовних становила 4,0 % від усіх жителів.
За віковим діапазоном населення розподілялося таким чином: 23,7 % — особи молодші 18 років, 65,4 % — особи у віці 18—64 років, 10,9 % — особи у віці 65 років та старші. Медіана віку мешканця становила 41,2 року. На 100 осіб жіночої статі у переписній місцевості припадало 94,2 чоловіків;  на 100 жінок у віці від 18 років та старших — 92,7 чоловіків також старших 18 років.
Середній дохід на одне домашнє господарство  становив 81 274 долари США (медіана — 65 893), а середній дохід на одну сім'ю — 92 952 долари (медіана — 78 125). Медіана доходів становила 59 000 доларів для чоловіків та 41 339 доларів для жінок. За межею бідності перебувало 11,3 % осіб, у тому числі 17,6 % дітей у віці до 18 років та 5,4 % осіб у віці 65 років та старших.
Цивільне працевлаштоване населення становило 1738 осіб. Основні галузі зайнятості: освіта, охорона здоров'я та соціальна допомога — 18,2 %, мистецтво, розваги та відпочинок — 12,5 %, роздрібна торгівля — 12,0 %.